# Statua di Giove (Hermitage)
La statua di Giove è una scultura risalente alla fine del I secolo d.C. del dio Giove. In marmo bianco e bronzo,  è conservata presso il Museo statale Ermitage  di San Pietroburgo (inv. ГР-4155).

## Storia
La statua di Iupiter alta più di 3 metri, risalente alla fine del I secolo d.C. e restaurata nel XIX secolo. Proviene dalla villa di Domiziano a Castel Gandolfo. È entrata a far parte della Collezione Campana, prima di essere trasferita all'Ermitage nel 1862.
La statua di Iupiter è probabilmente ispirata alla statua crisoelefantina di Zeus a Olimpia, quest'ultima opera di Fidia e ospitata nell'omonimo tempio di Olimpia; considerata una delle "Sette meraviglie". La statua è andata poi perduta, probabilmente a seguito dell'incendio dello stesso provocato in base a un editto di Teodosio II o in un altro incendio, nel proprio palazzo a Costantinopoli. 

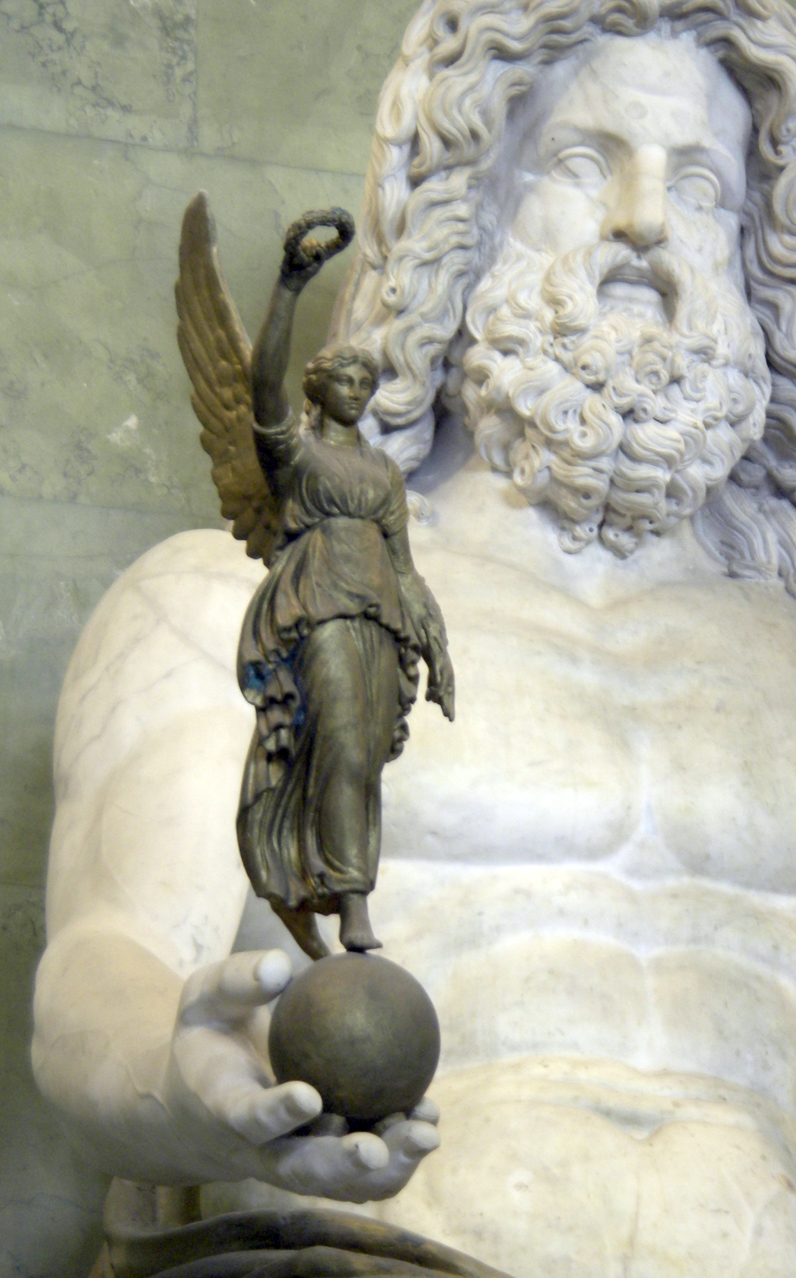
La Nike su un globo, nella mano destra della statua.

## Descrizione
Giove è seduto su un trono, brandendo lo scettro nella mano sinistra, mentre nella mano destra regge una Nike che brandisce una corona. Ai suoi piedi, l'aquila, animale simbolico del dio.
In questa statua l'immagine veste un mantello di bronzo.